# Plaza de Bolívar (Ibagué)
La Plaza de Bolívar es la plaza principal de la ciudad de Ibagué. Se ubica en el barrio La Pola de la comuna 1 entre las carreras 2 y 3 con calles 9 y 10. Alrededor de la plaza se encuentra el Palacio Municipal, la Catedral de la Inmaculada Concepción, el Palacio Arzobispal, el edificio Urrutia, el Palacio de Justicia y el colegio La Presentación.
Se conoce como la plaza fundacional porque a partir de esta, se fueron construyendo las viviendas y demás edificaciones que hacen parte del centro histórico de la ciudad. Cuenta con árboles centenarios como ceibas, samanes, ocobos, fuentes con esculturas llamadas "Los Hijos de Neptuno" de Giuseppe Piertiti,un parque infantil y una estatua de Simón Bolívar cedida por la colonia libanesa de la ciudad a principios de los años 1900.
Escenario central y principal de los acaeceres históricos de mayor trascendencia, la ciudad ha sido objeto en diferentes épocas de remodelaciones y transformaciones que buscan siempre actualizar su entorno con relación a las concepciones estéticas de turno.
Concebida a la usanza del periodo colonial a la que pertenece la fundación de Ibagué fue hasta comienzos de este siglo una plaza de uso múltiple donde funcionaba una plaza de mercado hasta 1910, se abastecía de agua la ciudad en tinajas y para su empleo doméstico por medio del primer acueducto que hubo desde 1886 hasta inicios del siglo XX, se hacían manifestaciones públicas, se ejecutaban la retretas musicales y se celebraban los carnavales populares, lo mismo que las ferias pecuarias. Durante las alcaldías de Jesús Arbeláez Echeverry en 1904 a 1907 se sembraron los diferentes tipos de árboles que están dentro de la plaza.
| Edificios alrededor | Edificios alrededor    | Edificios alrededor | Edificios alrededor | Edificios alrededor | Edificios alrededor     |
| ------------------- | ---------------------- | ------------------- | ------------------- | ------------------- | ----------------------- |
|                     |                        |                     |                     |                     |                         |
| Palacio municipal   | Catedral Metropolitana | Palacio Arzobispal  | Edificio Urrutia    | Palacio de Justicia | Colegio La Presentación |